# 達尼埃萊·魯加尼
達尼埃萊·魯加尼（義大利語：Daniele Rugani，發音：[daˈnjɛːle ruˈɡaːni]；1994年7月29日—）是意大利的一位足球運動員，在場上司職中堅。現效力意甲球隊尤文图斯。他也是意大利U21國家隊的一員，並且在2014年11月9日代表意大利成年國家隊出場。

## 榮譽
祖雲達斯
- 意大利甲組足球聯賽: 2015–16, 2016–17, 2017–18, 2018–19
- 意大利盃: 2015–16, 2016–17, 2017–18
- 意大利超級盃: 2015, 2018

個人
- 意乙年度最佳球員: 2014[7]
- 意甲年度最佳陣容: 2014–15[8]

## 外部連結
- Soccerway資料庫：達尼埃萊·魯加尼